# Dipcadi serotinum
Dipcadi tardif, Jacinthe tardive
Espèce
Le Dipcadi tardif ou Jacinthe tardive (Dipcadi serotinum) est une espèce de plantes vivaces de la famille des Asparagacées.